# USS Antietam (CG-54)
USS Antietam (CG-54) je osma raketna krstarica klase Ticonderoga u službi američke ratne mornarice te treći brod koji nosi to ime.

## Vanjske poveznice
- antietam.navy.mil  Arhivirana inačica izvorne stranice od 24. prosinca 2009. (Wayback Machine)